# Billy Conn
William David „Billy” Conn (ur. 8 października 1917 w Pittsburghu, zm. 29 maja 1993 w Pittsburghu) – amerykański bokser, zawodowy mistrz świata kategorii półciężkiej.
Rozpoczął karierę boksera zawodowego w 1934. W latach 1936–1938 walczył m.in. z takimi pięściarzami, jak: Fritzie Zivic (1 wygrana), Eddie Babe Risko (1 wygrana), Vince Dundee (1 wygrana), Teddy Yarosz (2 wygrane i 1 przegrana), Young Corbett III (1 wygrana i 1 przegrana), Solly Krieger (1 wygrana i 1 przegrana).
W 1939, po wygraniu dwóch walk z Fredem Apostolim i jednej z Sollym Kriegerem Conn dostał szansę walki o tytuł mistrza świata wagi półciężkiej. 13 lipca w Nowym Jorku zmierzył się z mistrzem świata według NYSAC Melio Bettiną z Włoch. Walka ta był uznawana przez organizację NBA za pojedynek o wakujący tytuł mistrza świata (po rezygnacji Johna Henry'ego Lewisa). Conn wygrał jednogłośnie po 15 rundach i został nowym czempionem. Obronił tytuł trzykrotnie wygrywając z Bettiną i dwukrotnie z Gusem Lesnevichem, a następnie w maju 1940 zrezygnował z niego, by walczyć z zawodnikami wagi ciężkiej. Pokonał wysoko notowanych Boba Pastora, Ala McCoya i Lee Savolda w 1940. Został wybrany bokserem roku przez magazyn The Ring.
18 czerwca 1941 w Nowym Jorku Conn zmierzył się o pas mistrza świata wagi ciężkiej z obrońcą tytułu Joe Louisem. Przez pierwsze 12 rund umiejętnie unikał ciężkich ciosów przeciwnika i punktował Louisa, prowadząc wysoko na punkty. W 13 rundzie ruszył do ataku, starając się znokautować mistrza, jednak otrzymał cios w szczękę, po którym został wyliczony na 2 sekundy przed końcem rundy. W 1942 Conn wygrał z mistrzem świata wagi średniej Tonym Zale, a potem zawiesił karierę do 1946, służąc w armii amerykańskiej podczas II wojny światowej.
19 czerwca 1946 w Nowym Jorku Conn stoczył rewanżową walkę z Louisem. Ponownie został znokautowany, tym razem w 8. rundzie. Później stoczył jeszcze dwie walki w 1948 i zakończył karierę.
Pod koniec życia cierpiał na encefalopatię bokserską.
Został wybrany do Bokserskiej Galerii Sławy magazynu The Ring w 1965, a w 1990 do Międzynarodowej Bokserskiej Galerii Sławy.